# Патрік Марло
Патрік Деніс Марло (англ. Patrick Denis Marleau; нар. 15 вересня 1979, м. Анеройд, Канада) — канадський хокеїст, лівий нападник. Дворазовий олімпійський чемпіон.
Виступав за «Сіетл Тандербердс» (ЗХЛ), «Сан-Хосе Шаркс», «Торонто Мейпл Ліфс», «Піттсбург Пінгвінс»
В чемпіонатах НХЛ — 1779 матчів (566+631), у турнірах Кубка Стенлі — 195 матчів (72+55).
У складі національної збірної Канади учасник зимових Олімпійських ігор 2010 (7 матчів, 2+3) і 2014 (6, 0+4), учасник чемпіонатів світу 1999, 2001, 2003 і 2005 (32 матчі, 5+11).
Досягнення
- Чемпіон зимових Олімпійських ігор (2010, 2014)
- Чемпіон світу (2003), срібний призер (2005)
- Учасник матчу всіх зірок НХЛ (2004, 2007, 2009).

Родина
Сини Лендон та Броуді, племінник Тайлер Кін теж хокеїсти.